# Ross Gillespie
John Ross Gillespie (Timaru, 2 giugno 1935 – Christchurch, 29 gennaio 2023) è stato un hockeista su prato e allenatore di hockey su prato neozelandese.

## Biografia
Rappresentò la Nuova Zelanda ai Giochi olimpici estive a Roma 1960 e Tokyo 1964, senza vincere medaglie. Dopo il ritiro allenò la nazionale neozelandese che sotto la sua guida ottenne l'oro olimpico a Montréal 1976.
Per i servigi resi all'hockey su prato venne nominato Membro dell'Ordine dell'Impero Britannico nel 1977. 
Gillespie è morto nel gennaio del 2023.